# DaimlerChrysler
DaimlerChrysler var et bilproduktionsfirma, der blev dannet som en fusion mellem Daimler-Benz AG og Chrysler Corporation i 1998.
Samarbejdet var kortlivet, da DaimlerChrysler den 14. maj 2007 annoncerede at Chrysler ville blive solgt til Cerberus Capital Management. Fra den 5. oktober 2007 fik Daimler navnet Daimler AG, og Chrysler blev til Chrysler Group LLC.
Mens DaimlerChrysler eksisterede, fortsatte produktionen af alle mærkerne fra begge selskaber, og der blev udviklet flere nye innovative udgaver af Chryslers efterhånden bedagede modeller, og nogle af Daimlers Mercedes-Benz varevognsmodeller blev lanceret som Dodge-modeller i Nordamerika.
Bilmærker som blev produceret under DaimlerChrysler:
- Chrysler
- Dodge
- Jeep
- Mercedes-Benz
- SmartCar

## Historie
DaimlerChrysler blev dannet i 1998 af en fusion mellem Daimler-Benz AG og Chrysler Corporation. Fusionen medførte blandt andet en kraftig modernisering af teknikken i adskillige Jeep- og Dodge-modeller. Det betød nye Jeep Liberty og Jeep Grand Cherokee med Mercedes-Benz V6 turbodieselmotorer, ny moderne undervogn på Dodge Ram-pickupper samt lancering af Mercedes-Benz Sprinter under Dodge-mærket, som Dodge Sprinter. Videnindsprøjtningen fra det tyske selskab medførte også en helt ny Jeep Wrangler med et radikalt skift i både det mekaniske og visuelle design samt bedre køreegenskaber. Den nye model kunne fås i både den traditionelle 2-dørs udgave, men som noget nyt også i 4-dørs udgave med bagsæde, den såkaldte Jeep Wrangler Unlimited.
Den amerikanske division af selskabet viste sig hurtigt at være tabsgivende, og i 2007 besluttede Daimler sig for at skille sig af med Chrysler igen. Den 14. maj 2007 annoncerede de derfor at Chrysler ville blive solgt til Cerberus Capital Management fra New York City, et selskab der specialiserer sig i at restrukturere selskaber i knibe. Den 4. oktober 2007, på et ekstraordinært aktionærmøde, blev salget godkendt, og de to selskaber gik atter separate veje. Fra den 5. oktober 2007 fik Daimler navnet Daimler AG, og Chrysler blev til Chrysler Group LLC.
| Tyskland | Spire Denne artikel om et firma eller en virksomhed i Tyskland er en spire som bør udbygges. Du er velkommen til at hjælpe Wikipedia ved at udvide den. |